# 甘珠尔扎布

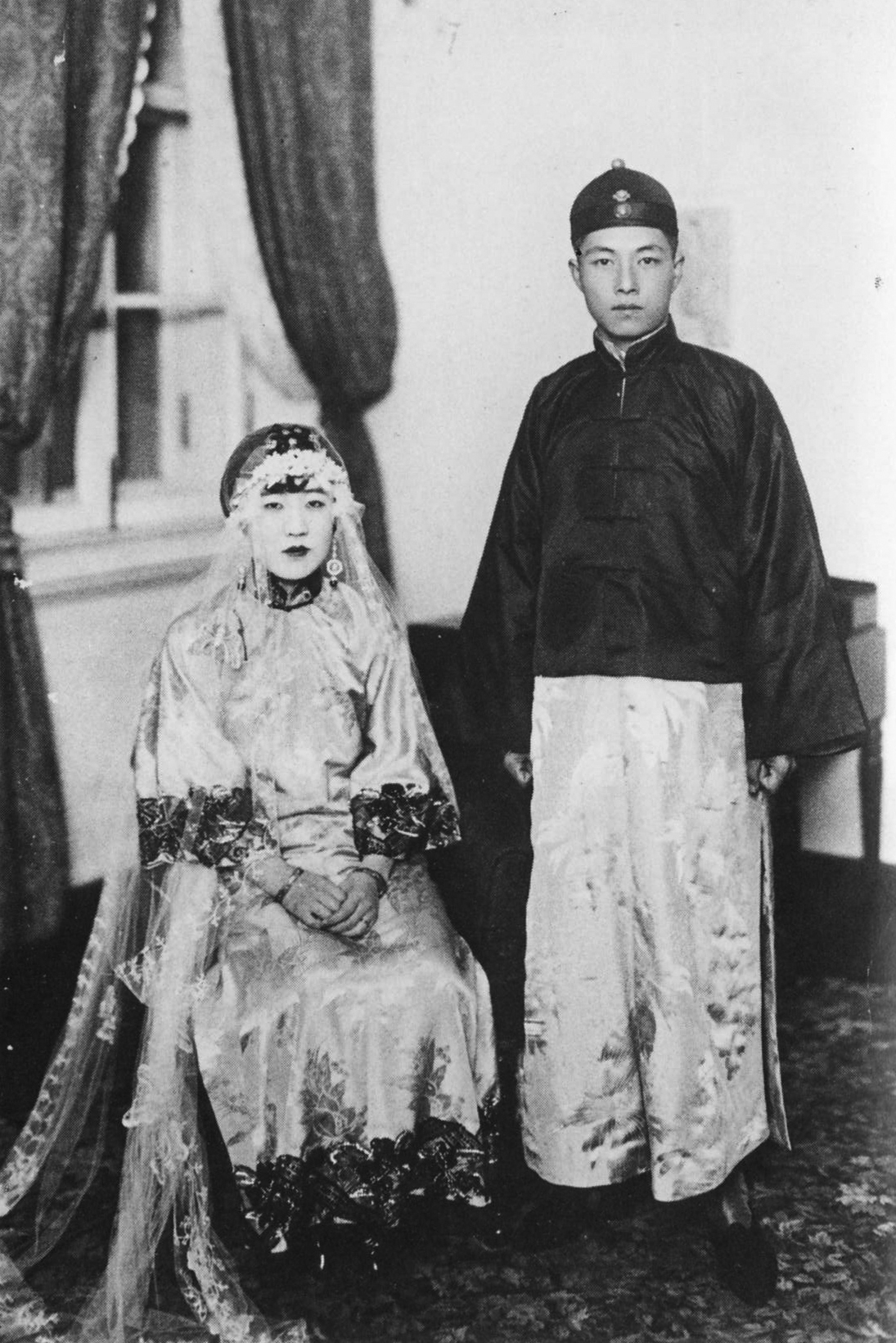
1927年在旅顺大和旅馆，川岛芳子与甘珠尔扎布举行结婚典礼

甘珠尔扎布（1903年9月8日—1971年），汉名韩绍约，別名韩二，和名川岛隆良、寬壽郎。清末內札薩克蒙古卓索图盟土默特左翼旗人，生于苏鲁克（今辽宁省彰武县）。他是巴布扎布之子。满洲国蒙古族军事将领。九一八事变之際组织内蒙古自治軍，满洲国建国後成为興安軍的中心人物。

## 生平
1903年甘珠尔扎布降生，成为巴布扎布的次子。1916年第二次满蒙独立運動之际，巴布扎布率騎兵部隊举兵，在同北洋政府軍（張作霖的奉軍）的战斗中战死。父親死亡後，甘珠尔扎布留学日本早稻田大学（中途退学），1925年以「韓紹約」之名入陸軍士官学校（中華隊第18期）。1927年同肃親王善耆的第十四女川島芳子（川島浪速的養女）結婚，1930年川岛芳子不明去向，甘珠尔扎布寻找未果。1934年甘珠尔扎布在鄭家屯與貝子薩拉哈旺珠爾女兒包秀榮再婚。
1931年9月九一八事变爆发，甘珠尔扎布判断这是蒙古独立的好机会，乃召集国内外的蒙古青年在关東軍支援下组建蒙古独立軍（后改称「内蒙古自治軍」）。甘珠尔扎布任总司令，后因作战方針同其他幹部意見不合，在该部改组为内蒙古自治軍后改任总参謀長兼第3軍司令官。1931年10月13日，甘珠尔扎布的第3軍进攻通遼县城，由于未能得到第1軍、第2軍的协助，而被東北軍騎兵第3旅反擊擊退。
1932年3月满洲国成立后，内蒙古自治軍被编入满洲国軍，改编为興安南分省警備軍，甘珠尔扎布任参謀長。9月蘇炳文反叛，興安南警備軍和关東軍参加讨伐蘇炳文的作战。满洲国時代，他历任興安局警務科事務官、达尔罕王府興安警察局局長、興安南省警務庁長、興安陸軍軍官学校校長。
抗日战争中的1938年，八路軍进攻河北省和熱河省。7月3日，甘珠尔扎布任少将支隊長的甘支隊（興安騎兵第5团、第2团、第3团約1,000人）奉派前往阻击。甘支隊在古北口附近的興隆县、密雲县、薊县、遵化县方面转战，到12月共作战45次，击破八路軍約5,000人。
1945年8月苏联对日本宣战時，甘珠尔扎布（中将）正任第9軍管区司令官。8月12日，第9軍管区在通遼决定向奉天方面後退，8月15日部隊在博王府集結。8月16日拂晓，甘珠尔扎布司令同其副官二人騎馬离去，被日本軍官目擊。其弟正珠尔扎布（第10軍管区少将参謀長）发动叛乱投降苏联红军，甘珠尔扎布軍余部四散。失去司令官的第9軍管区部隊被日本方面解散。
甘珠尔扎布被苏联红軍逮捕，收容于新京的南嶺，后转入西伯利亚的集中营。被移交给中华人民共和国後，关押在撫順战犯管理所，1966年獲得特赦。上坂冬子著作（74頁）披露，巴布扎布小女惠榮稱：「兩個哥哥在停戰後被蘇軍俘虜到蘇聯，1951年已由蘇聯遣返回國，甘珠爾扎布於1971年、正珠爾札布於1968年均已死去。」

## 家庭
- 父：巴布扎布（甘珠尔扎布是其第二子）
- 长兄：濃乃扎布
- 三弟：正珠尔扎布

## 脚注
1. ↑  農曆七月十七日
2. ↑  牧南（2004年）、118-119頁。
3. 1 2  広川（2000年）、29頁。
4. ↑  牧南（2004年）、225-226頁。
5. ↑  森（2009年）、105-106頁。
6. ↑  森（2009年）、115頁。
7. ↑  小澤（1976年）、107-108頁。
8. ↑  牧南（2004年）、180頁。
9. ↑  牧南（2004年）、176-177頁。
10. ↑  小澤（1976年）、231頁。
11. ↑  .   [2016-08-21]. （原始内容存档于2017-03-05）.